# Gare de Kautenbach
La gare de Kautenbach est une gare ferroviaire luxembourgeoise de la ligne 1 de Luxembourg à Troisvierges-frontière, située à Kautenbach sur le territoire de la commune de Kiischpelt, dans le canton de Wiltz.
Elle est mise en service en 1866 par la Compagnie des chemins de fer de l'Est, l'exploitant des lignes de la Société royale grand-ducale des chemins de fer Guillaume-Luxembourg.
C'est une gare de la Société nationale des chemins de fer luxembourgeois (CFL), desservie par des trains InterCity (IC), Regional-Express (RE) et Regionalbunn (RB).

## Situation ferroviaire
Établie à 271 mètres d'altitude, la gare d'embranchement de Kautenbach est située au point kilométrique (PK) 62,021< de la ligne 1 de Luxembourg à Troisvierges-frontière, entre les gares de Goebelsmühle et Wilwerwiltz.
C'est aussi la gare tête de la ligne 1b de Kautenbach à Witz, avant la gare de Merkholtz.

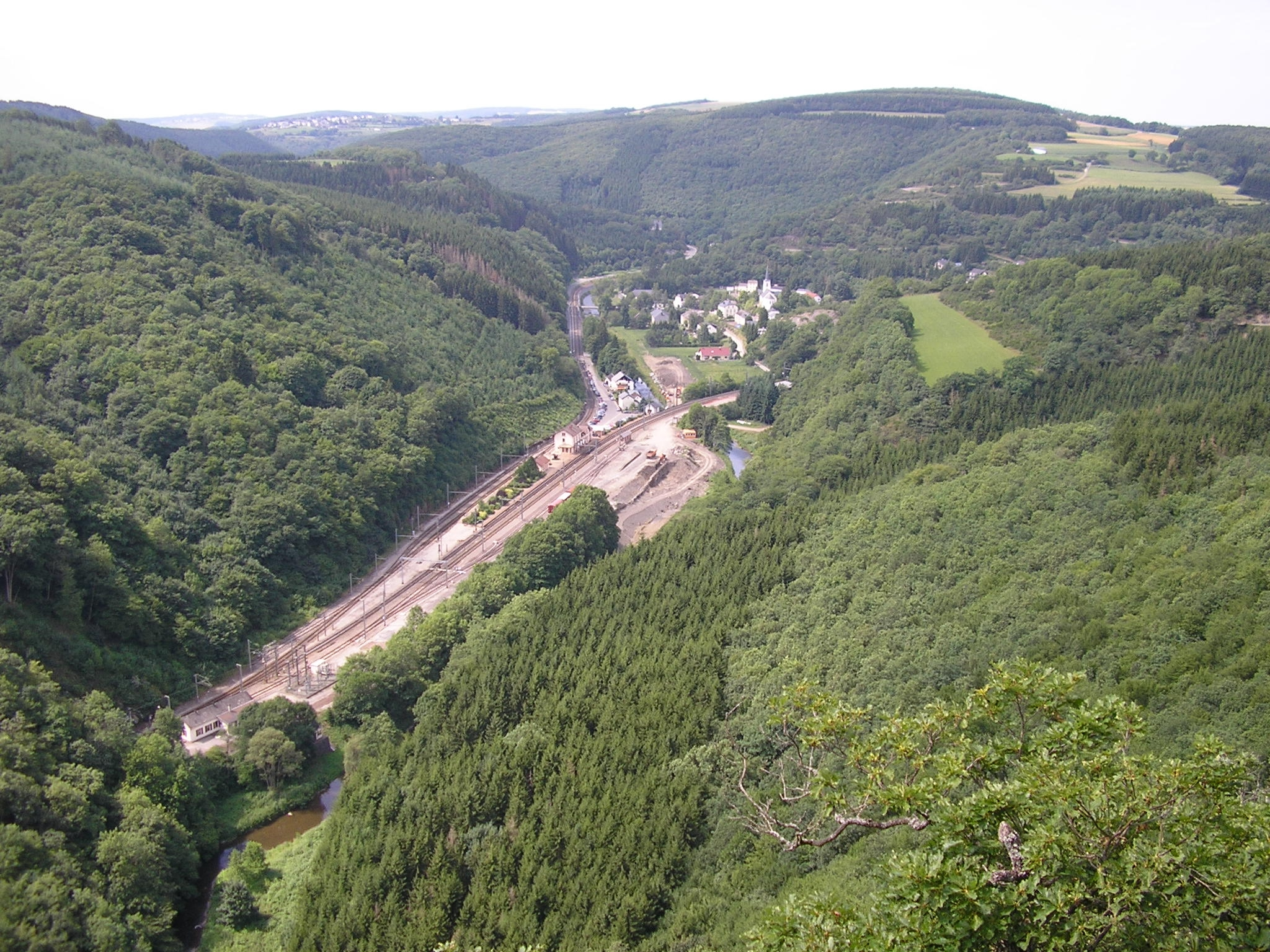
La gare vue du rocher Hockslay, avec la ligne et son embranchement.

## Histoire
La station de Kautenbach est mise en service par la Compagnie des chemins de fer de l'Est, l'exploitant des lignes de la Société royale grand-ducale des chemins de fer Guillaume-Luxembourg, lors de l'ouverture à l'exploitation de la section d'Ettelbruck à Troisvierges le 15 décembre 1866.

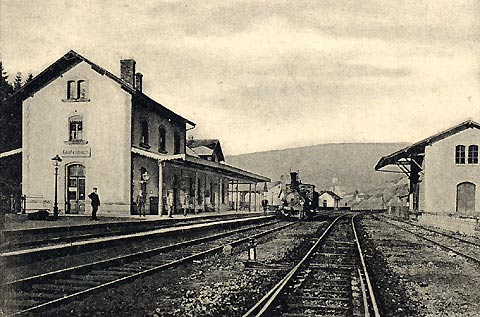
Intérieur de la gare en 1913.

## Service des voyageurs

### Accueil
Gare CFL, elle dispose d'un bâtiment voyageurs, d'une salle d'attente et d'un automate pour l'achat de titres de transport.

### Desserte
Kautenbach est desservie par des trains InterCity (IC), Regional-Express (RE) et Regionalbunn (RB) qui exécutent les relations suivantes, :
- Luxembourg - Ettelbruck - Diekirch - Troisvierges (- Gouvy - Liège-Guillemins - Liers pour les trains IC) ;
- Kautenbach - Wiltz ;
- Troisvierges - Luxembourg - Rodange.

### Intermodalité
Un parc pour les vélos (7 places) et un parking pour les véhicules (82 places) y sont aménagés. Un arrêt de bus est situé à proximité. La gare est desservie par les lignes 146 et 153 du Régime général des transports routiers.
Une station du service d'autopartage Flex y est implantée.